# Brachycorythis galeandra
Brachycorythis galeandra är en orkidéart som först beskrevs av Heinrich Gustav Reichenbach, och fick sitt nu gällande namn av Victor Samuel Summerhayes. Brachycorythis galeandra ingår i släktet Brachycorythis och familjen orkidéer. Inga underarter finns listade i Catalogue of Life.